# هنري لومان
هنري لومان (بالدنماركية: Henry Lohmann)‏ هو ممثل دانمركي، ولد في 14 فبراير 1924 بالدنمارك، وتوفي في 4 أكتوبر 1967.

## وصلات خارجية
- هنري لومان على موقع IMDb (الإنجليزية)
- هنري لومان على موقع قاعدة بيانات الفيلم (الإنجليزية)
- هنري لومان على موقع كينوبويسك (الروسية)